# Lacapelle-Biron
Lacapelle-Biron är en kommun i departementet Lot-et-Garonne i regionen Nouvelle-Aquitaine i sydvästra Frankrike. Kommunen ligger i kantonen Monflanquin som tillhör arrondissementet Villeneuve-sur-Lot. År 2022 hade Lacapelle-Biron 399 invånare.

## Befolkningsutveckling
Antalet invånare i kommunen Lacapelle-Biron
| Referens: INSEE |